# Princeton, Texas
Princeton là một thành phố thuộc quận Collin, tiểu bang Texas, Hoa Kỳ. Năm 2010, dân số của xã này là 6807 người.

## Dân số
- Dân số năm 2000: 3477 người.
- Dân số năm 2010: 6807 người.